# Маслов, Александр Спиридонович
Алекса́ндр Спиридо́нович Ма́слов (9 (22) ноября 1907 — 26 июня 1941) — советский военный лётчик, командир 1-й авиационной эскадрильи 207-го дальнебомбардировочного авиационного полка 42-й дальне-бомбардировочной авиационной дивизии 3-го авиационного корпуса дальней бомбардировочной авиации, капитан. Погиб во время боевого вылета, по одной из версий — выполняя таран немецкой механизированной колонны. Герой Российской Федерации (2.05.1996, посмертно).

## Биография
Родился в селе Андреевское Коломенского уезда Московской губернии. Русский. В 1921 году окончил 4 класса заводской школы в Коломне, а в 1926 году — школу крестьянской молодёжи в местечке Аннино. В этом же году окончил в Москве курсы киномехаников. Три года работал киномехаником в Коломне при отделе народного образования.

### Служба в рядах Красной Армии
- В октябре 1929 года Коломенским военкоматом призван в армию. Служил в 10-м Туркестанском стрелковом полку в Ленинграде. Затем там же полтора года учился в военно-теоретической школе лётчиков. Окончил 2-ю военную школу лётчиков в городе Борисоглебске, курсы командиров кораблей в городе Ейске. Год служил старшим лётчиком в 16-й тяжелобомбардировочной эскадрильи в городе Ржеве.
- С февраля 1935 года проходил службу в 21-й авиабригаде в г. Ростов-на-Дону. Был однополчанином Николая Гастелло
- С ноября 1940 года служил в 3-м дальнебомбардировочном корпусе
- Командир 3-й эскадрильи 207-го авиаполка дальних бомбардировщиков 42-й дальнебомбардировочной авиационной дивизии 3-го бомбардировочного авиационного корпуса Дальнебомбардировочной авиации (24 мая 1941 — 23 июня 1941)
- Командир 1-й авиационной эскадрильи 207-го дальнебомбардировочного авиационного полка 42-й дальнебомбардировочной авиационной дивизии (24 — 26 июня 1941)

## Гибель
26 июня 1941 года при нанесении удара по вражеской колонне на шоссе Молодечно — Радошковичи его бомбардировщик ДБ-3Ф был подбит и упал около д. Декшняны. Вместе с Александром Масловым погибли члены его экипажа: штурман лейтенант Владимир Михайлович Балашов, стрелок-радист младший сержант Григорий Васильевич Реутов, стрелок младший сержант Бахтурас Бейскбаев. Согласно одной из версий, Маслов направил горящую машину на скопление вражеской техники на шоссе.

## Обстоятельства гибели А. С. Маслова: версии и факты
Так как свидетельств гибели А. С. Маслова не было, он вместе со своим экипажем считался «пропавшим без вести». По идеологии того времени военные, чья смерть не была точно установлена, подозревались в возможной «измене Родине». В частности, семья Маслова (жена Софья и дочь Ирина) не могли рассчитывать на полагавшиеся членам семьи павшего военнослужащего пенсию и ряд социальных льгот.
В 1951 году для последующего торжественного захоронения была произведена эксгумация останков из предполагаемой могилы однополчанина Маслова Николая Гастелло, который, как считалось, совершил прославленный «огненный таран» в тот же день, когда погиб Маслов. Однако, на месте захоронения были найдены личные вещи капитана Александра Маслова и стрелка-радиста Григория Реутова. Руководивший перезахоронением подполковник Котельников с санкции партийных органов провёл секретное расследование, в результате которого было установлено, что на месте предполагаемого тарана Гастелло потерпел крушение самолёт Александра Маслова. Семья А. Маслова была извещена о месте его гибели, добилась получения пенсии и льгот, причитающихся родственникам погибших военнослужащих. Так как данные о том, что на месте предполагаемого подвига Гастелло на самом деле погиб другой экипаж, противоречили официальной версии «огненного тарана», информация о месте гибели членов экипажа Маслова не была обнародована, обстоятельства их смерти не расследовались. Экипаж Маслова без огласки перезахоронили в братской могиле на кладбище Радошковичей, фрагменты бомбардировщика Маслова — отправлены в музеи страны как останки самолёта Гастелло, на месте гибели экипажа Маслова был установлен памятник, посвящённый подвигу экипажа Н. Ф. Гастелло.

### Версия: таран Маслова
В конце 80-х — начале 90-х годов XX века общественности стало известно о том, что на месте известного всей стране «огненного тарана» Н. Гастелло на самом деле потерпел крушение самолёт Александра Маслова. В связи с этим родилась версия, что колонну вражеской техники таранил экипаж Маслова, а не Гастелло. Так как самолёт Маслова упал примерно в 170 метрах от шоссе, выдвигалось предположение, что на самом деле он таранил не механизированную колонну, шедшую по дороге, а зенитную батарею. В дальнейшем сторонники версии о том, что знаменитый «огненный таран» совершил А. С. Маслов (её автором стал майор в отставке Эдуард Харитонов) поставили под сомнение все доказательства того, что таран совершил Николай Гастелло. Усилиями сторонников версии тарана Маслова он в 1992 году был удостоен ордена Отечественной войны I степени, а в 1996 году — звания «Герой России» с формулировкой: «За мужество и героизм, проявленные в борьбе с немецко-фашистскими захватчиками в Великой Отечественной войне 1941—1945 годов».

### Критика версии о таране Маслова
Ряд исследователей (прежде всего сын Н. Ф. Гастелло — полковник в отставке Виктор Гастелло) считают полностью несостоятельной версию о том, что таран совершил Маслов, а не Гастелло. Признав тот факт, что на месте, которое полвека считалось местом подвига Гастелло, действительно погиб экипаж капитана Маслова, они утверждают, что все остальные доказательства подвига Гастелло неоспоримы. Кроме того, они отмечают, что сам факт обнаружения обломков бомбардировщика Маслова и останков его экипажа свидетельствует о том, что самолёт не врезался в колонну машин с горючим и боеприпасами, а упал на мягкий грунт. Сторонники версии тарана Гастелло утверждают, что самолёт Маслова не таранил ни механизированную колонну (так как упал в 180 метрах от дороги), ни зенитную батарею (так как немецкие войска на марше стационарные зенитные батареи не применяли, используя мобильные самоходные зенитные установки).

### Факты
В истории гибели Александра Спиридоновича Маслова достоверным можно считать:
- дату гибели — 26 июня 1941 года
- место крушения самолёта — у села Декшняны
- место захоронения — братская могила в пгт. Радошковичи

Не доказан факт наземного тарана бомбардировщиком Маслова.
Установление истины осложняется тем, что свидетели тарана Гастелло старший лейтенант Воробьёв и лейтенант Рыбас погибли в 1941 году, 207-й полк ДБА в сентябре 1941 года расформирован, многие документы утрачены как в ходе Великой Отечественной войны, так и в послевоенное время.

## Награды
- Орден Отечественной войны I степени (1992, посмертно). Приказ Главнокомандующего Объединёнными Вооружёнными Силами СНГ № 43 от 27.04.1992.
- Герой Российской Федерации (1996, посмертно). Указ Президента Российской Федерации № 635 от 2.05.1996.

## Память
- В декабре 2007 года на родине Александра Маслова в селе Андреевское в честь столетия со дня рождения был установлен памятник
- В посёлке Проводник Коломенского района, расположенном близ села Андреевское, с 15 мая 2002 года имя Маслова носит местная средняя школа[2].

Именем Героя названа улица города Коломна.